# Alina María Hernández
Alina María Hernández (12 de noviembre de 1970 – 8 de octubre de 2016), más conocida en el mundo del espectáculo como Cachita, fue una actriz de televisión cubana. Fue una de las primeras personalidades televisivas trans en la televisión hispanohablante de Estados Unidos.

## Vida y carrera
Cachita debutó en televisión como participante de un concurso de canto en el programa Sábado Gigante de Don Francisco, por Univisión. Después de ganar el concurso, utilizó los 500 dólares estadounidenses que ganó para comprarse un coche. Todavía era una actriz en apuros cuando encontró trabajo en el programa El Gordo y la Flaca de Univisión, en 1998. Allí, se hizo amiga de los copresentadores Raúl De Molina, Lili Estefan y Marta Rodríguez. Los artistas invitados a menudo le decían que se parecía mucho a Estefan.
Cachita confirmó, en una entrevista en Internet, que se sometió a una cirugía de cambio de sexo, con el fin de ajustar sus características físicas a su identidad percibida. Ella les dijo a sus fans que siempre había sentido que tenía una mente femenina y estaba atrapada en un cuerpo masculino. También afirmó usar una peluca rubia; su color natural de cabello era oscuro. El último paso médico de su transición se produjo a finales de noviembre de 2005, cuando TVNotas, revista para la que trabajaba, pagó su cirugía de reasignación de sexo.
Antes de su transición, Cachita trabajaba en un restaurante. Su jefe le dijo que le permitirían ir a trabajar vestida de mujer y a sus compañeros de trabajo les aconsejó que se refirieran a ella como "Alina".
Cachita regresó a Cuba para una visita familiar poco después de su operación. Allí pasó momentos difíciles con su familia, ya que su tía y su abuela en particular no aceptaron su identidad. Su tía en particular insistió en llamarla por su deadname, y su madre, que apoyó su decisión, reaccionó enojada con la tía de Cachita, diciéndole que su sobrina se llamaba ahora Alina y era una mujer.

## Trabajo posterior
Cachita era famosa entre los televidentes de Univisión TV por sus entradas al programa de El Gordo y la Flaca: siempre se caía al piso cuando entraba al estudio. Como el programa se centraba en los cotilleos y temas del momento, a menudo traían a Cachita para hablar de escándalos; tal fue el caso cuando intervino en el programa el lunes después del mal funcionamiento del vestuario de Janet Jackson en el Super Bowl de 2004.
Ser colaboradora habitual en El Gordo y La Flaca le permitió a Cachita expandir su carrera: también trabajó como reportera en algunas entregas de premios, como los Premios Lo Nuestro. Además de eso, también fue escritora, con una columna en TVnotas.
Alina Hernández falleció el 8 de octubre de 2016.